# Dennis Chambers
Dennis Milton Chambers (Baltimore, Maryland, 09 de Maio de 1959) é um baterista estadunidense, conhecido por seu trabalho com o grupo Niacin. Em 2001, ele foi induzido ao "Modern Drummer Hall of Fame". Autodidata, com o tempo se tornou um músico de sessão bem-sucedido e uma figura de referência entre os bateristas, muito conhecido pela técnica, velocidade e groove, especialmente no funk e no jazz fusion, apesar de tocar todos os gêneros musicais em níveis muito altos.
Em 1978, ele ingressou no Parliament-Funkadelic e ficou com eles até 1985. Em 1986 ele se juntou à John Scofield Band. Desde então, ele tocou com a maioria das principais figuras da música de jazz fusion., tendo gravado e se apresentado com Tommy Coster, George Duke, Victor Wooten, Brecker Brothers, Carlos Santana, John McLaughlin, Mike Stern, Greg Howe e muitos outros.

## Discografia
Solo
- 1992 - Getting Even
- 2002 - Outbreak
- 2006 - Planet Earth
- 2014 - Groove and More

Com o Niacin
- 1996 - Niacin
- 1998 - High Bias
- 2000 - Deep
- 2001 - Time Crunch
- 2003 - Live! Blood, Sweat & Beers
- 2005 - Organik
- 2013 - Krush

Participação em Outros Projetos
| Ano  | Artista / Grupo | Álbum                                              | Gravadora / Selo       |
| ---- | --- | -------------------------------------------------- | ---------------------- |
| 1982 | Don Blackman | Blackman                                           | Arista Grp             |
| 1983 | P-Funk All Stars | Live at the Beverly Theater in Hollywood           | Westbound              |
| 1986 | John Scofield | Blue Matter                                        | Gramavision            |
| 1987 | John Scofield | Loud Jazz                                          | Gramavision            |
| 1987 | John Scofield | Pick Hits Live                                     | Gramavision            |
| 1989 | Gary Thomas | By All Means Necessary                             | JMT                    |
| 1990 | Bill Evans Group (Bill Evans, Chuck Loeb, Jim Beard, Darryl Jones, Dennis Chambers)                                                      | Let The Juice Loose (Live at the Blue Note, Tokyo) | Bellaphon              |
| 1991 | Dennis Chambers | Big City                                           | Glass House            |
| 1992 | Carl Filipiak Group (Carl Filipiak, Dennis Chambers, Paul Soroka, Jim Charlsen, Victor Williams, George Gray, Dave Fairall, Rod Daniels) | Right on Time                                      | Geometric Records      |
| 1992 | Petite Blonde (Bill Evans, Chuck Loeb, Mitch Forman, Victor Bailey, Dennis Chambers)                                                     | Live Recording                                     | Lipstick Records       |
| 1992 | The Return Of The Brecker Brothers | The Return Of The Brecker Brothers                 | GRP Records            |
| 1993 | Graffiti (Dennis Chambers, Haakon Graf, Gary Grainger, Ulf Wakenius)                                                                     | Good Groove                                        | ESC Records            |
| 1993 | Charles Blenzig (Mike Stern, Will Lee, Alex Foster, Dennis Chambers, Manolo Badrena, Michael Brecker)                                    | Say what you mean                                  | Big World              |
| 1994 | John McLaughlin & The Free Spirits | Tokio Live                                         | Japan Import           |
| 1995 | Steely Dan | Alive in America                                   | Giant                  |
| 1995 | Biréli Lagrène (Koono, Anthony Jackson, Dennis Chambers)                                                                                 | My Favorite Django                                 | Dreyfus Jazz           |
| 1997 | John McLaughlin, Gary Thomas | The Heart of Things                                | Verve/Universum        |
| 1999 | Victor Bailey | Low Blow                                           | ESC Records            |
| 2000 | John McLaughlin | The Heart Of Things / Live In Paris                | Polygram               |
| 2001 | Tetsuo Sakurai, Greg Howe, Dennis Chambers                                                                                               | Gentle Hearts                                      | Digital Recording      |
| 2003 | Greg Howe, Victor Wooten, Dennis Chambers                                                                                                | Extraction                                         | Tone Center Records    |
| 2003 | Bireli Lagrene, Dominique Di Piazza, Dennis Chambers                                                                                     | Front Page                                         | Sunny Side Records     |
| 2006 | Dennis Chambers, Jeff Berlin, David Fiuczynski, T Lavitz                                                                                 | Boston T Party                                     | Tone Center            |
| 2006 | True Spirit John Grant, Victor Williams Dennis Chambers, Najee,                                                                          | True Spirit                                        | Indy release           |
| 2007 | The Carl Filipiak Group | I Got Your Mantra                                  | Art of Life Records    |
| 2008 | Paul Hanson | Frolic in the Land of Plenty                       | Abstract Logix Records |
| 2009 | Dean Brown | DBIII:live at the Cotton Club Tokyo                | BHM records            |
| 2009 | Tony Bunn | Small World                                        | ATP                    |
| 2010 | Greg Howe, Tetsuo Sakurai, Dennis Chambers                                                                                               | Vital World                                        | Abstract Logix         |